# Robert Dossou
Vous pouvez aider à l'améliorer ou bien discuter des problèmes sur sa page de discussion.
- Son contenu est rédigé entièrement ou presque à partir d'une seule source. N'hésitez pas à modifier cet article pour améliorer sa vérifiabilité en apportant de nouvelles références dans des notes de bas de page. (Marqué depuis février 2024)
- Il contient une ou plusieurs listes. Le texte gagnerait à être rédigé sous la forme d’un ou plusieurs paragraphes synthétiques, afin d’être plus agréable à lire. (Marqué depuis février 2024)
- Son texte doit être wikifié : il ne correspond pas à la mise en forme Wikipédia (style, typographie, liens internes, liens entre les wikis, etc.). (Marqué depuis février 2024)

- Archive Wikiwix
- Bing
- Cairn
- DuckDuckGo
- E. Universalis
- Gallica
- Google
- G. Books
- G. News
- G. Scholar
- Persée
- Qwant
- (zh) Baidu
- (ru) Yandex
- (wd) trouver des œuvres sur Wikidata

Pour les articles homonymes, voir Dossou.
Robert Dossou, né en 1939 à Covè au Bénin, est un homme politique béninois, avocat au barreau de Cotonou, professeur des universités et président de la Cour constitutionnelle du Bénin de 2008 au 11 juin 2013.

## Biographie[1]
Robert Dossou est un homme politique béninois né en 1939 à Covè au Bénin., dans une fratrie de 13 enfants (11 de la même mère). Avocat au Barreau du Bénin, Ancien Bâtonnier, Doyen Honoraire de la Faculté de Droit de l’Université Nationale du Bénin, Ancien Député , Consultant international, Arbitre CIRDI (Washington D.C. USA) Arbitre OHADA (CCJA Abidjan), Membre de la Chambre d’arbitrage de l’Association Interprofessionnelle du Coton et du CAMEC (BENIN), il est Diplômé de l'institut d'études politiques de Bordeaux (1962).  il est également diplômé d'études supérieures de Droit Public (Paris en 1966), de Droit Privé et de sciences criminelles (Paris en 1968). 
Président du Comité National Préparatoire de la Conférence Nationale du Bénin (décembre 1989-février 1990), il fut Ministre des Affaires étrangères et de la Coopération (1993-1995) dans le gouvernement du président Nicéphore Dieudonné Soglo  et de celui du gouvernement Général Mathieu Kérékou,

## Études[1]
- 1952-1959 : Études secondaires au lycée Victor-Ballot à Porto-Novo
- Juin 1959 : Baccalauréat philosophie
- 1963 : Auditeur à l’Académie de Droit International de La Haye
- Juin 1962 : Diplôme de l’Institut d’Études Politiques de Bordeaux
- Juin 1964 : Licence en Droit Public - Paris.
- 1965 : Certificat d’Aptitude à la Profession d’Avocat à Paris
- Mars 1966 : Diplôme d’Études Supérieures de Droit Public à Paris
- Mars 1968 : Diplôme d’Études Supérieures de Droit Privé à Paris
- Mars 1968 : Diplôme d’Études Supérieures de Sciences Criminelles à Paris

## Publications (quelques-unes)[1]
- Le Marxisme, le Droit et la Justice (ronéoté-I976).
- Sur l’élimination du Mercenariat en Afrique (Revue Internationale de i Droit Contemporain- Bruxelles - 1978 N°2).
- La Science Juridique exclut-elle la philosophie? (Séminaire International de philosophie - COTONOU 1978).
- La Démocratie et les Droits de l’Homme - (Symposium 10e anniversaire de l’Université Nationale du BENIN 1980).
- La responsabilité de l’Administration (Commentaire d’Arrêt Revue Béninoise de Science Juridique et. Administrative 1980 N° 1).
- L’Etat, le Pouvoir et l’Armée (Conférence AASP-DAKAR 1983).
- La Perception Africaine de la notion de Sécurité (UNESCO-I983).
- La dialectique Etat-Nation à la lumière de la pensée de Frantz

FANON (BRAZZAVILLE 1984).
- La Démocratie représentative aux USA et en Afrique (FEVRIER 1987).
- Démocratie pluraliste et Unité Nationale (1991). , - Démocratie et Développement (1991).
- La promotion de l’Enfant (1991).
- La transition Démocratique (1992).
- Le manager Africain face à la Démocratie pluraliste (Dakar 1992).
- Le Bénin: du monolithisme à la Démocratie pluraliste, un témoignage J in: l’Afrique en transition vers le pluralisme politique - ouvrage  collectif. Sous la direction de Gérard CONAC. Ed. ECONOMICA. Paris 1993.
- L’Economie Béninoise et la Démocratie Pluraliste - AFRICA RECOVERY-New-York. Volume 6 N°3 novembre 1992.
- L’arbitrage OHADA - Historique et Objectifs (CIB - Ouagadougou) Déc. 1996.
- L’instruction et les pouvoirs du Juge (Congrès IDEF. Le Caire- Déc.1997).
- Les élections en Afrique - in «Aspects du Contentieux électoral en Afrique». Actes du Séminaire de COTONOU - Nov - 1998. OIF. PARIS Janvier 2000 p.19.
- The Effect of the Arbitration clause: the African Perspective in Improving the efficiency of Arbitration agreements and A wards. ICCA congrès-Series N° 9-KLUWER LA W INTERNATIONAL. THE HAGUE-1999-p .268.
- LA Pratique de l’Arbitrage en Afrique. in l’OHADA et les perspectives de l’Arbitrage en. Afrique - Centre René-Jean Dupuy. UNIVERSITE INTERNATIONALE DE LANGUE FRANÇAISE d’ALEXANDRIE. Editions BRUYLANT BRUXELLES 2000 page 125.
- L’Expérience de la Conférence Nationale Béninoise - COTONOU Février 2000. in Bilan des Conférences Nationales et autres processus de transition démocratique Ed Pedone et BRUYLANT. Actes de la Conférence de Cotonou Février 2000. p. 205.
- Le Juge administratif et les droits économiques et sociaux au Bénin in «Le Juge de l’administration et les droits fondamentaux dans l’espace francophone». Ouvrage collectif sous la Direction de Etienne PICARD. Edition BRUYLANT, IDEF. AIF et Institut Roumain pour les droits de 1 ‘homme. p. 492.

## Décorations[1]
- Commandeur des Palmes Académiques (France).
- Paul Harris Fellow-2 Rubis (Fondation du Rotary International).
- Ambassadeur de bonne volonté de l’Etat d’Arkansas-USA

(Distinction conférée par le Gouverneur Bill Clinton le 3 février 1992).